# Jan Jessenius
Jan Jessenius (n. 6 decembrie 1566, Wrocław, Țările Coroanei Boeme – d. 21 iunie 1621, Piața Orașului Vechi, Țările Coroanei Boeme, Sfântul Imperiu Roman) a fost medic, om politic, filozof slovac, cunoscut prntru contribuțiile sale în domeniile anatomiei și chirurgiei.

## Biografie
S-a născut la Wrocław. A studiat la Elisabethgymnasium din orașul natal, apoi la Wittenberg și Leipzig.

## Contribuții

### Scrieri
- Anatomiae, Pragae anno 1600 abs se solenniter administratae historia. Wite[n]bergae, 1601
- De ossibus tractatus. Wite[n]bergae, 1601. ISBN 80-246-0922-3
- De vita et morte Tychonis Brahei oratio funebris. Pragae, 1601
- Institutiones Chirurgicae quibus universa manu medendi ratio ostenditur. Wite[n]bergae 1601
- De anima et corpore universi. Pragae 1605
- De sanguine vena secta demisso judicium. Pragae, 1608
- Ján Jessenius O krvi. Univerzita P. J. Šafárika v Košiciach, 2007
- De generationis et vitae humanae periodis, 1610
- Divorum imperatorum … Ferdinandi I. et Maximiliani II. progenies augusta. Francofurtum, 1613
- Matthiae Austriaci coronatio in regem Hungariae. Hannover, 1613
- Ad Regni Boemiae, Simulque Coniunctarum, Faederatarum Provinciarum, Marchionatus Moraviae, Ducatus Silesiae, & Marchionatus Lusatiae, Inclitos Ordines: De Restauranda Antiquissima Pragensi Academia, Rectoris Jessenii … Exhortatio. Congregatis Pragae, Mense Augusto, Anni MDCXIX. exhibita
- Legationis in regiis Ungaror. comitiis proximis, nomine evangelicorum regni Boehmiae ordinum, a Jessenio … obitae, Renunciatio. Pragae, 1619
- Oratio parresiastica, qua auxilia a rege et ordinibus Ungariae petuntur, habita Neo-Solii in comitiis. Saragossa, 1621.